# 新城街道 (新民市)
新城街道，是中华人民共和国辽宁省沈阳市新民市下辖的一个乡镇级行政单位。

## 行政区划
新城街道下辖以下地区：
门家网村、邢家甸村、李干沟村、魏林子村、顿家窝堡村、前长沟沿村、后长沟沿村、茶棚庵村、苏家岗村和前长新村。